# Венеційські мости

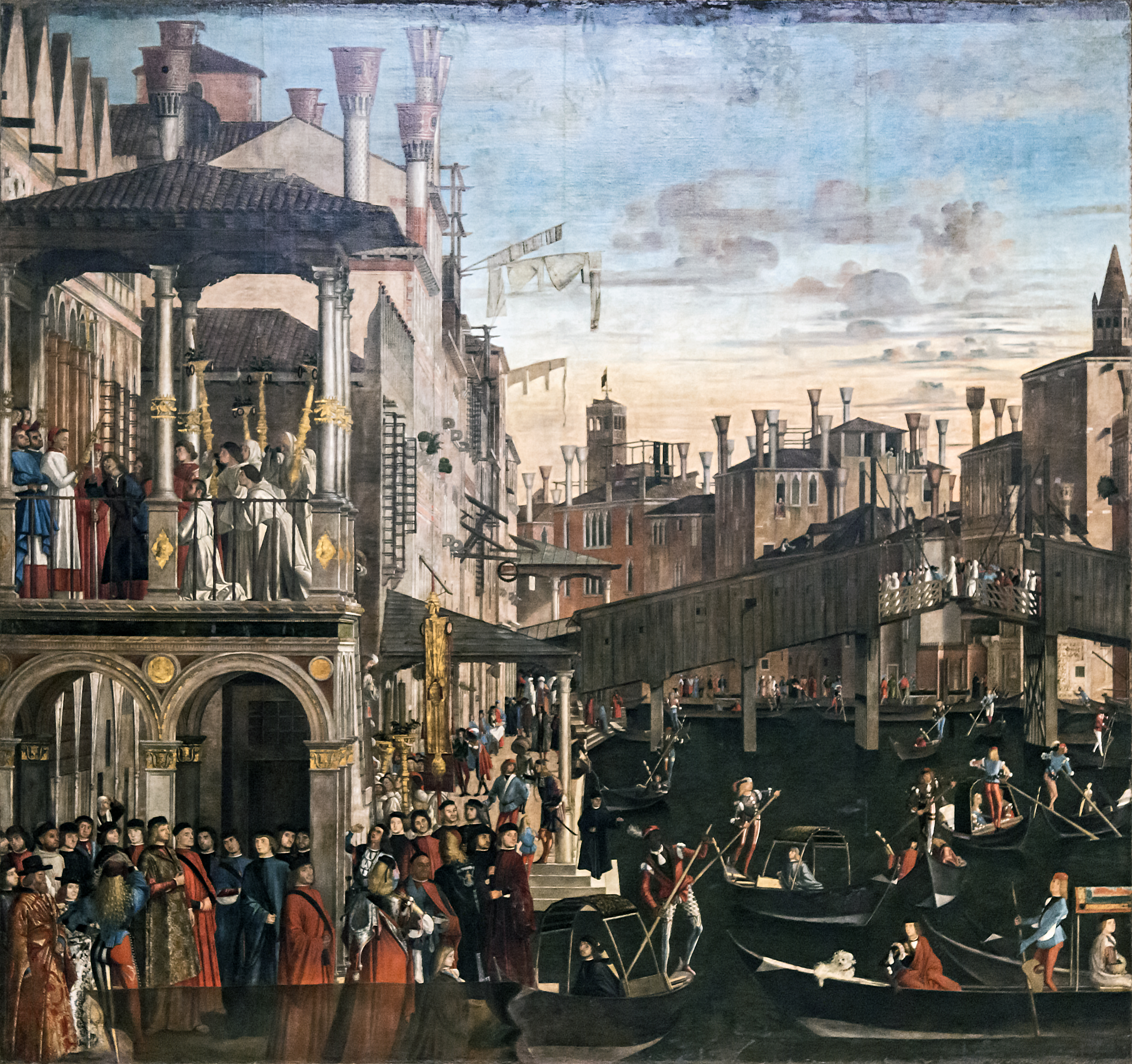
Вітторе Карпаччо. «Чудо реліквії Хреста на мосту Ріальто», 1494

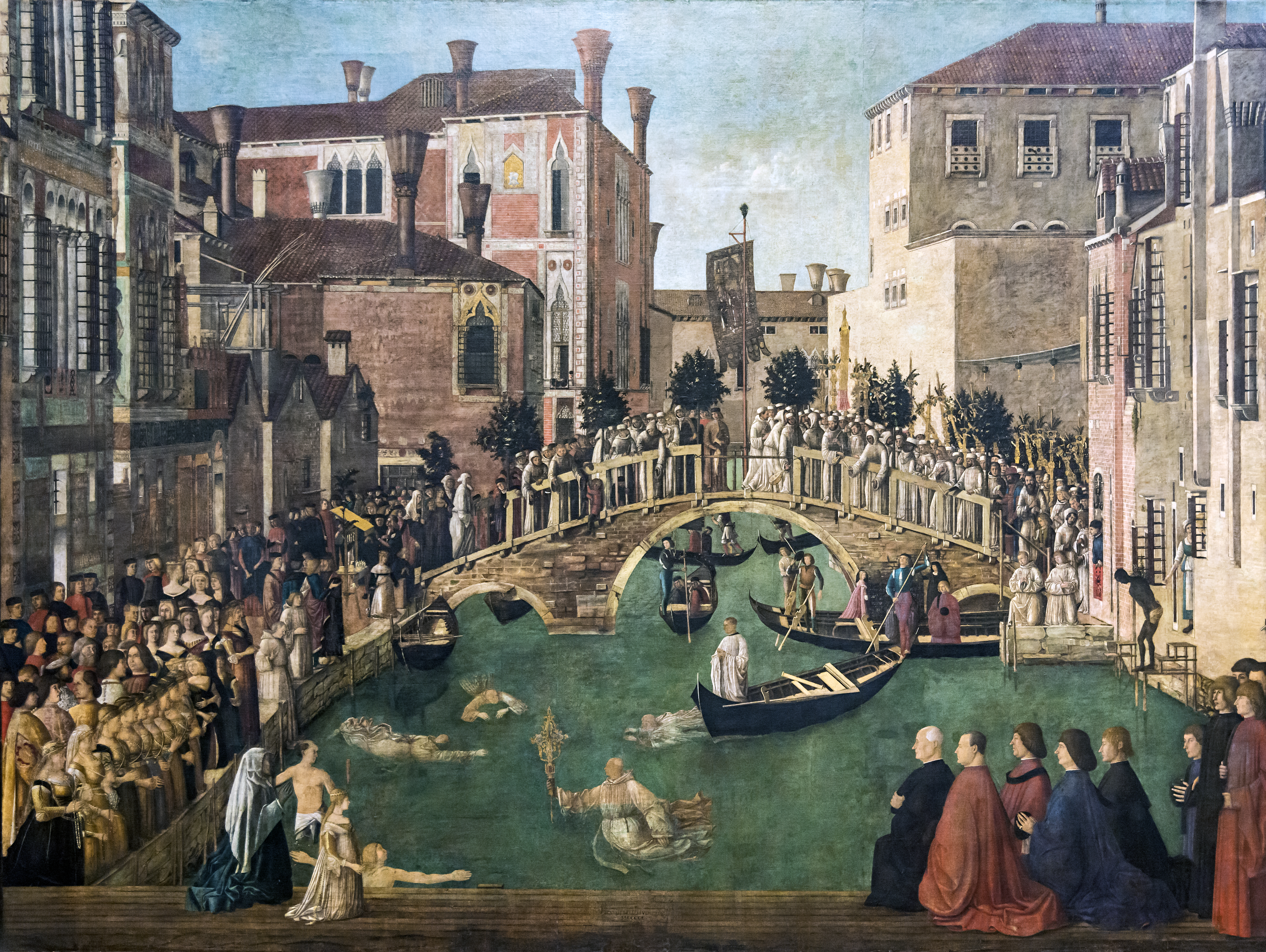
Джентіле Белліні «Диво Хреста на мосту Св. Лоренцо», 1500

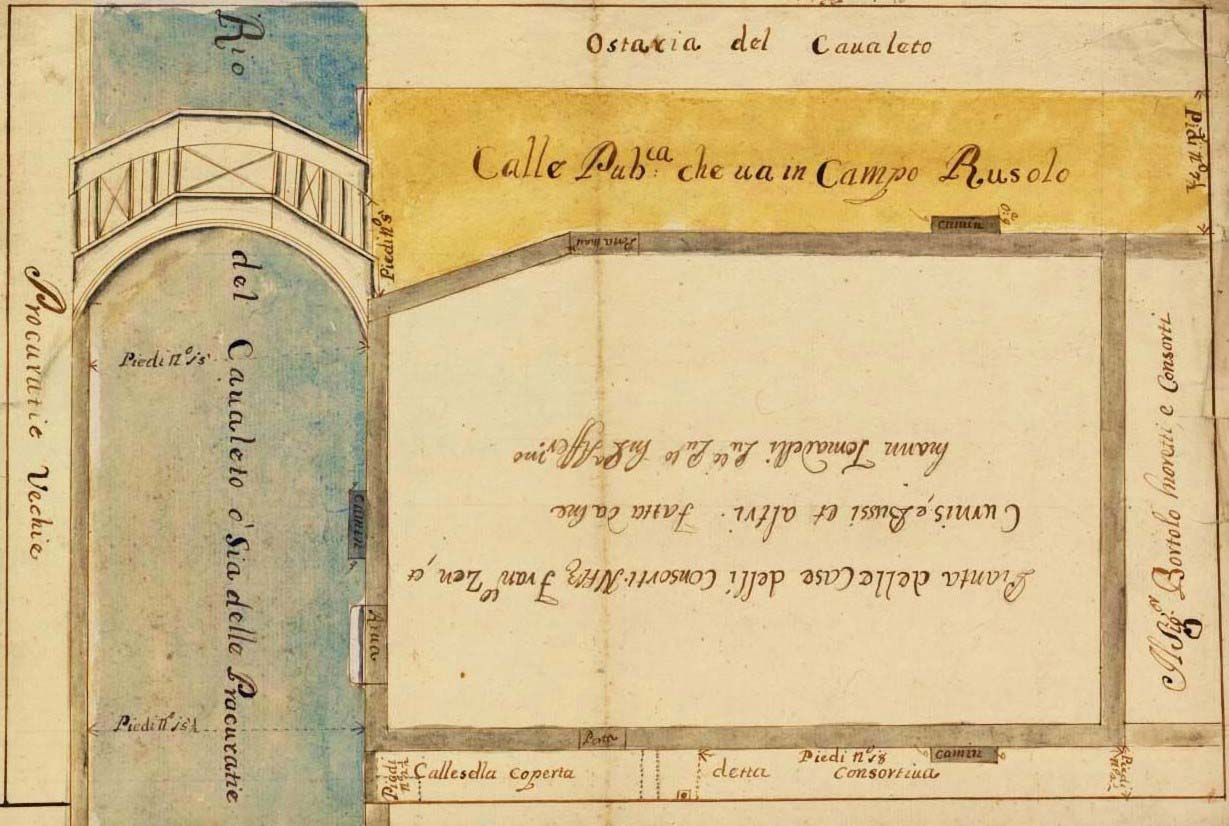
Міст Каваллетто, Сан Марко. Схема 1732

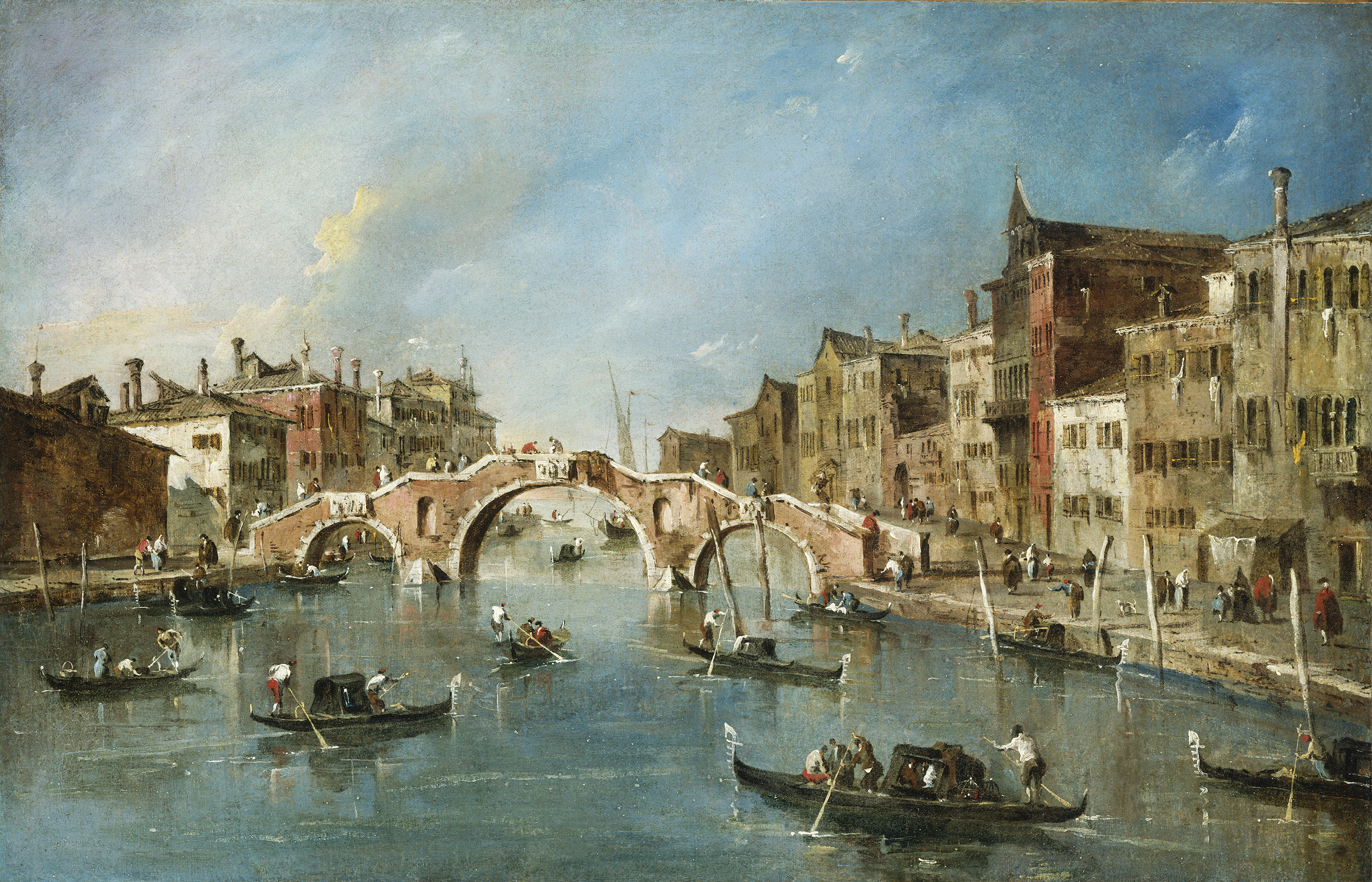
Франческо Гварді. (між 1765 та 1770)

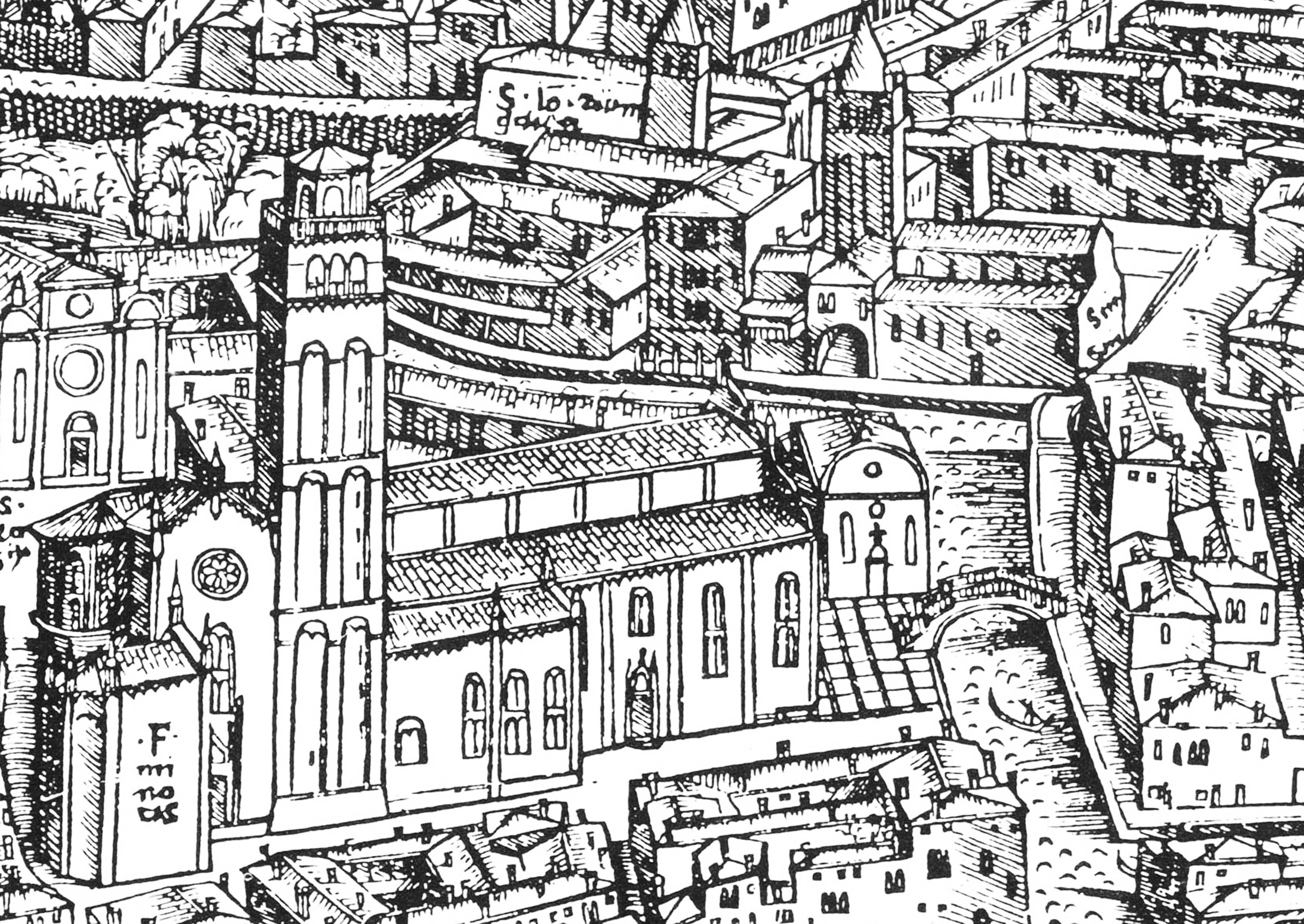
Якопо де Барбарі. Міст дей Фрарі (фрагмент мапи 1500 р.)

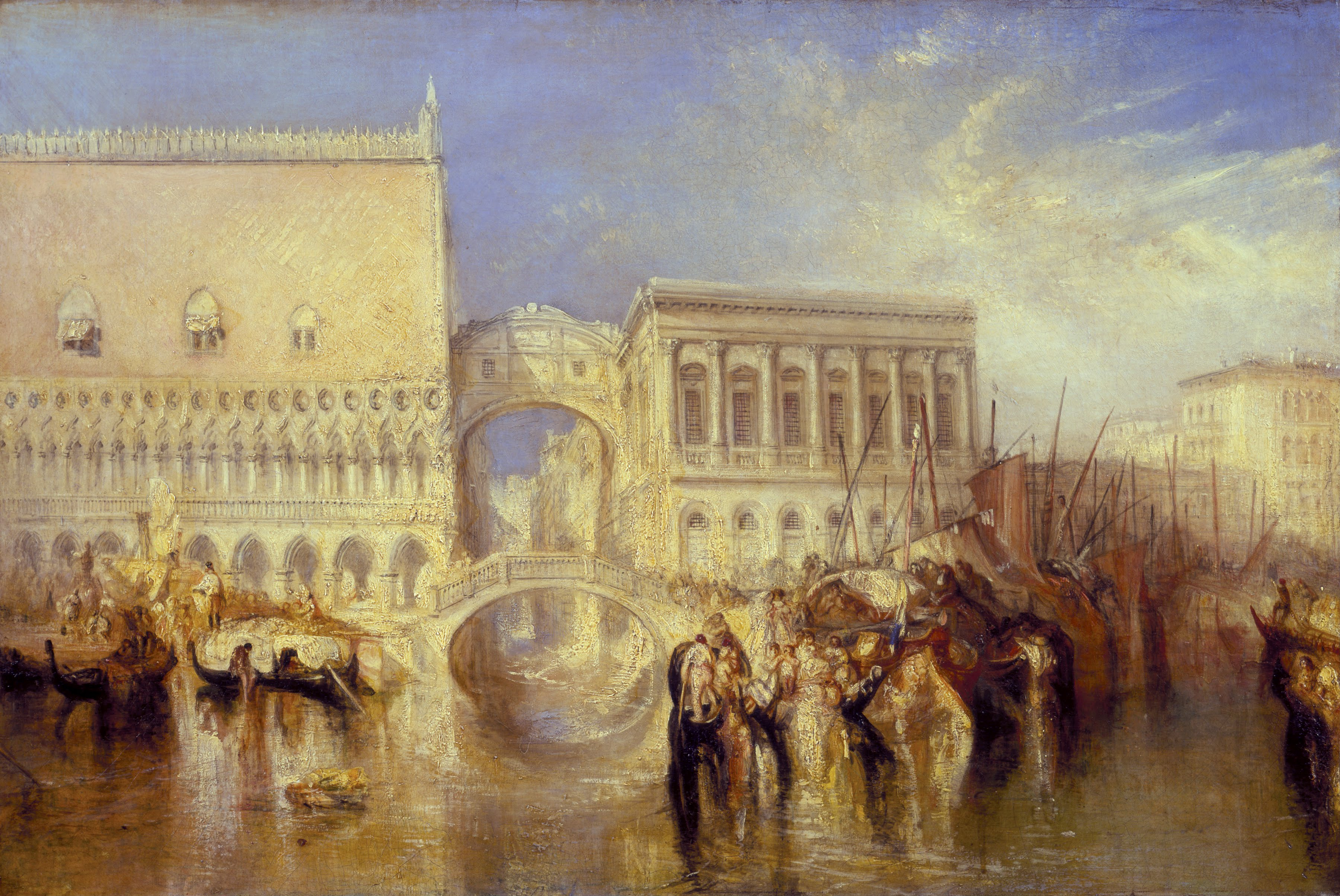
Вільям Тернер. Міст Зітхань і Солом'яний міст (на передньому плані), 1840

Міст Ріальто

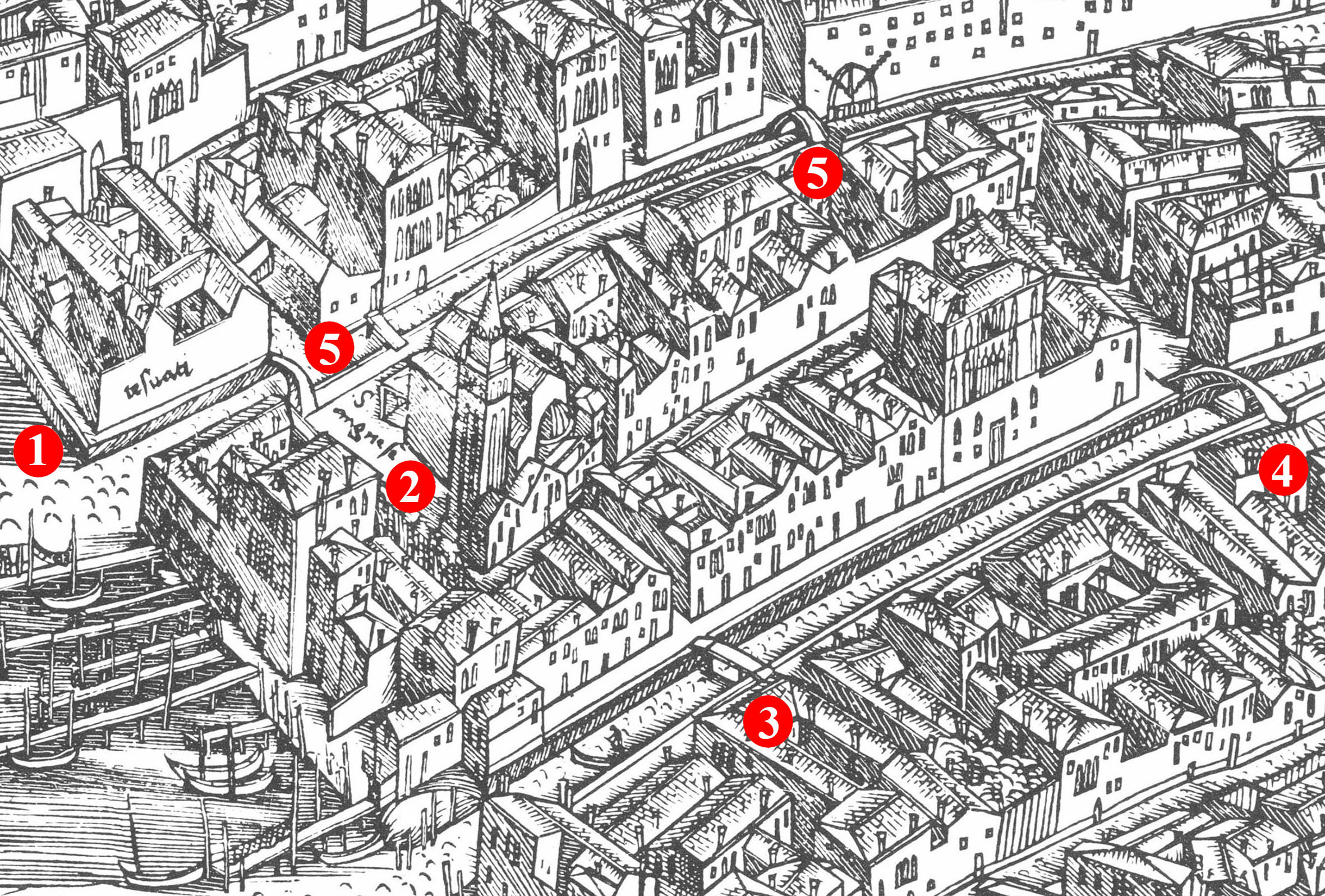
Якопо де Барбарі. Дорсодуро (фрагмент мапи 1500 року). 1. Церква Джезуаті. 2. 3. Міст де Меццо. 4. Міст Сан Віо. 5. Зниклі мости на вулиці Марка Фоскаріні

Мости́ Вене́ції (італ. Ponti di Venezia) — важливий елемент міського руху пішоходів. Разом з гондолами та іншим водним транспортом зв'язують між собою 116 островів Венеції, розділених 170 каналами.

## Опис
До XVI століття по мосту дозволялось рухатись на конях, тому їх зводили без щаблин. На початку ХХІ століття у Венеції налічувалося 417 мостів, з яких 72 — приватні. 300 мостів кам'яні, 60 — металеві і 57 — дерев'яні.
Число мостів змінюється час від часу з різних причин. Іноді засипають канали (повністю або частково), щоб створити додатковий простір для будівництва. Деякі мости реконструюються. Зводяться нові, зокрема приватні мости. Сьогодні[коли?] доступно для громадського користування 44 мости в Сан-Марко, 82  — в Кастелло, 18 — в Сан-Поло, 67 — в Дорсодуро, 75 — в Каннареджо, 42 — в Санта-Кроче і 12 — на острові Джудекка.
В давнину венеційські мости були дерев'яними без парапету. Згодом з'явилися кам'яні, першим серед яких був Понте дель Арко (італ. Ponte de L'Arco). 1860 року австрійці збудували залізний міст Скальці (італ. Ponte degli Scalzi), реконструйований 1934 року.
1846 року зведено і 1932 року повністю реконструйовано міст Свободи (італ. Ponte della Liberta) довжиною 3,85 км, який з'єднав материк з островами автомобільним і залізничним шляхом.
2007 року, всупереч протестам місцевих жителів поблизу, площі Рима та залізничного вокзалу прокладено міст Калатрава (італ. Ponte di Calatrava), названий на честь іспанського інженера. Це четвертий міст через Гранд-канал).
Серед венеційських мостів найвідоміші міст Ріальто, міст Академії, міст Зітхань. Назви більшості мостів, як правило, широкому загалу не відомі.

## Цікаві факти
- Венеція — місто мостів. Однак за їх кількістю в Європі Венеція поступається Гамбургу з 2123, Берліну з 1662 та Амстердаму з 1281 мостом.
- Su e zo per i ponti («Вгору і вниз по мостах») — традиційний незмагальний забіг, який проходить щовесни у Венеції. Основний маршрут пролягає через 53 мости і становить близько 13 км.
- Міст Кулаків (італ. Ponte Dei Pugni) у давнину був місцем мостових (кулачних) боїв. У 1600-х роках ворожі клани збиралися тут і вчиняли кулачні бійки. Досі на мосту можна побачити пару відмічених слідів, де стояли два бійці на початку змагання. Того, хто програвав, скидали в канал. Внаслідок бійок гинуло багато людей. 1705 року була введено заборону, що зупинила кулачні бої. Протягом багатьох років біля мосту пришвартовуються човни для продажу свіжих фруктів і овочів.
- Міст чесної жінки (італ. Ponte dela Donna Onesta) — міст, перекинутий через канал Фрескада у венеційському районі Сан-Поло. За народними переказами, якщо через міст пройде чесна жінка — міст обвалиться.
- Міст цицьок (італ. Ponte delle Tette) — міст через канал Сан-Касьяно (San Cassiano), біля якого в давнину повії показували свої принади, зваблюючи потенційних клієнтів.
- Міст диявола (італ. Ponte dei Diavolo) знаходиться на острові Торчелло. Венеційці розповідають, що на ньому опівночі проти Різдва (24 грудня) під виглядом чорного кота розгулює сам диявол.
- Щороку у Венеції 21 листопада, в день святкування позбавлення міста від чуми, з'являється додатковий міст — Ponte votivo della Salute. Після закінчення епідемії було зведено церкву Санта Марія делла Салюте. За традицією, в цей день через канал у напрямку до церкви вкладається понтонний міст, яким проходить хода. В заходах беруть участь міська влада і тисячі мешканців.
- У Києві також існує Венеційський міст. Це парковий пішохідний міст над Венеційською протокою, назва якого походить від місцевого топоніму «Київська Венеція», що стосується острівного поселення Передмостова слобідка.

## Галерея

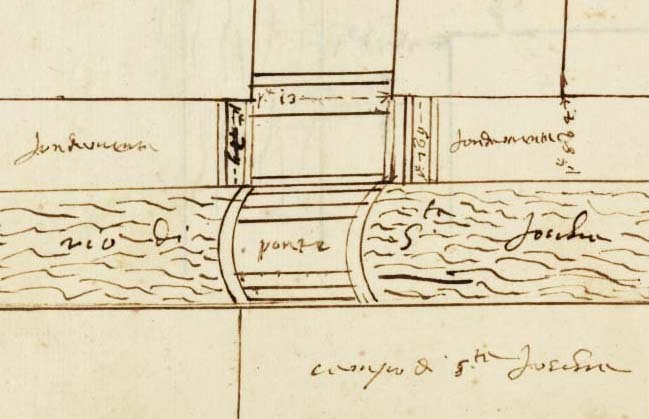
Міст Фоска, Каннареджо. Схема 1641 року
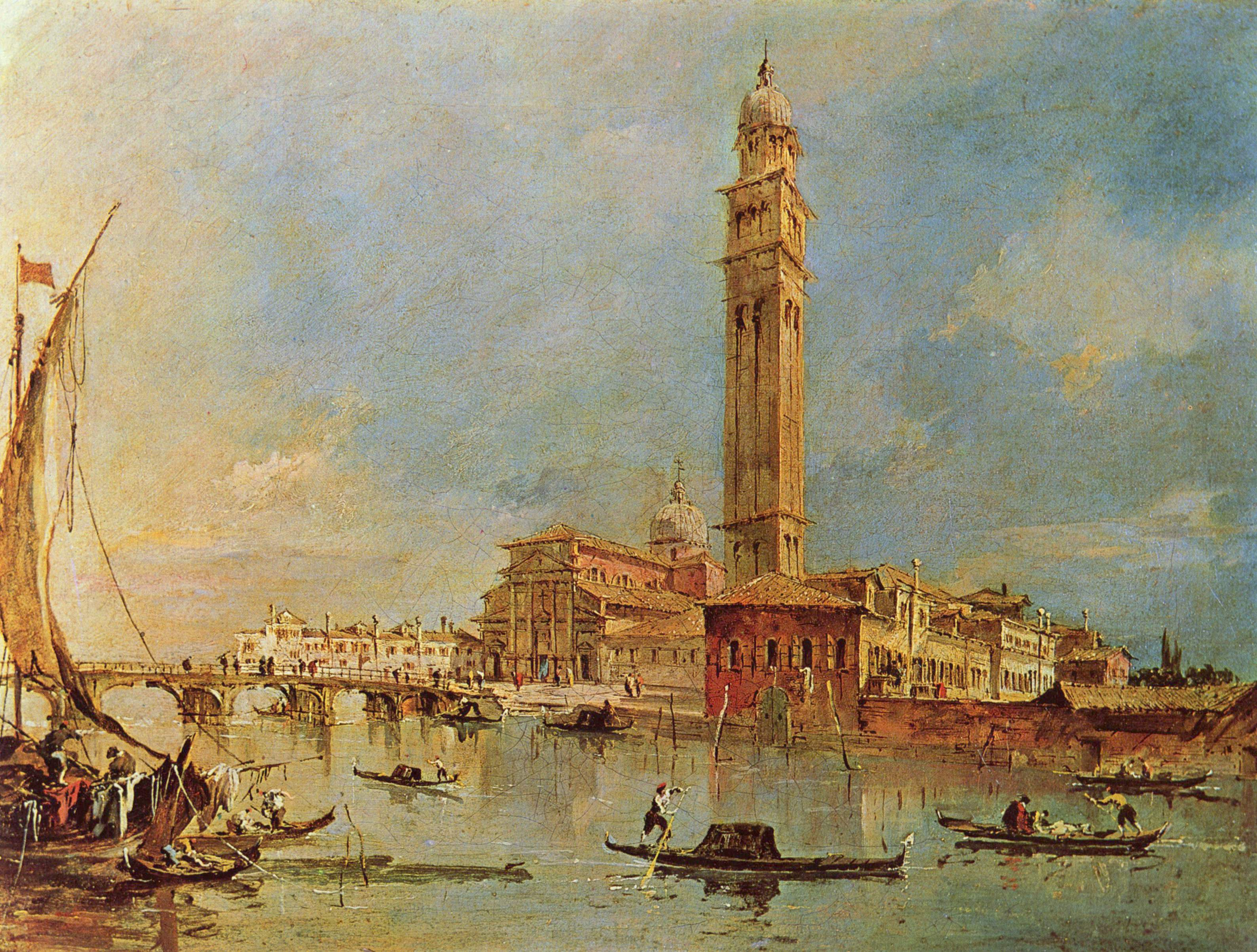
Франческо Гварді. Острів Сан-П'єтро ді Кастелло з мостом
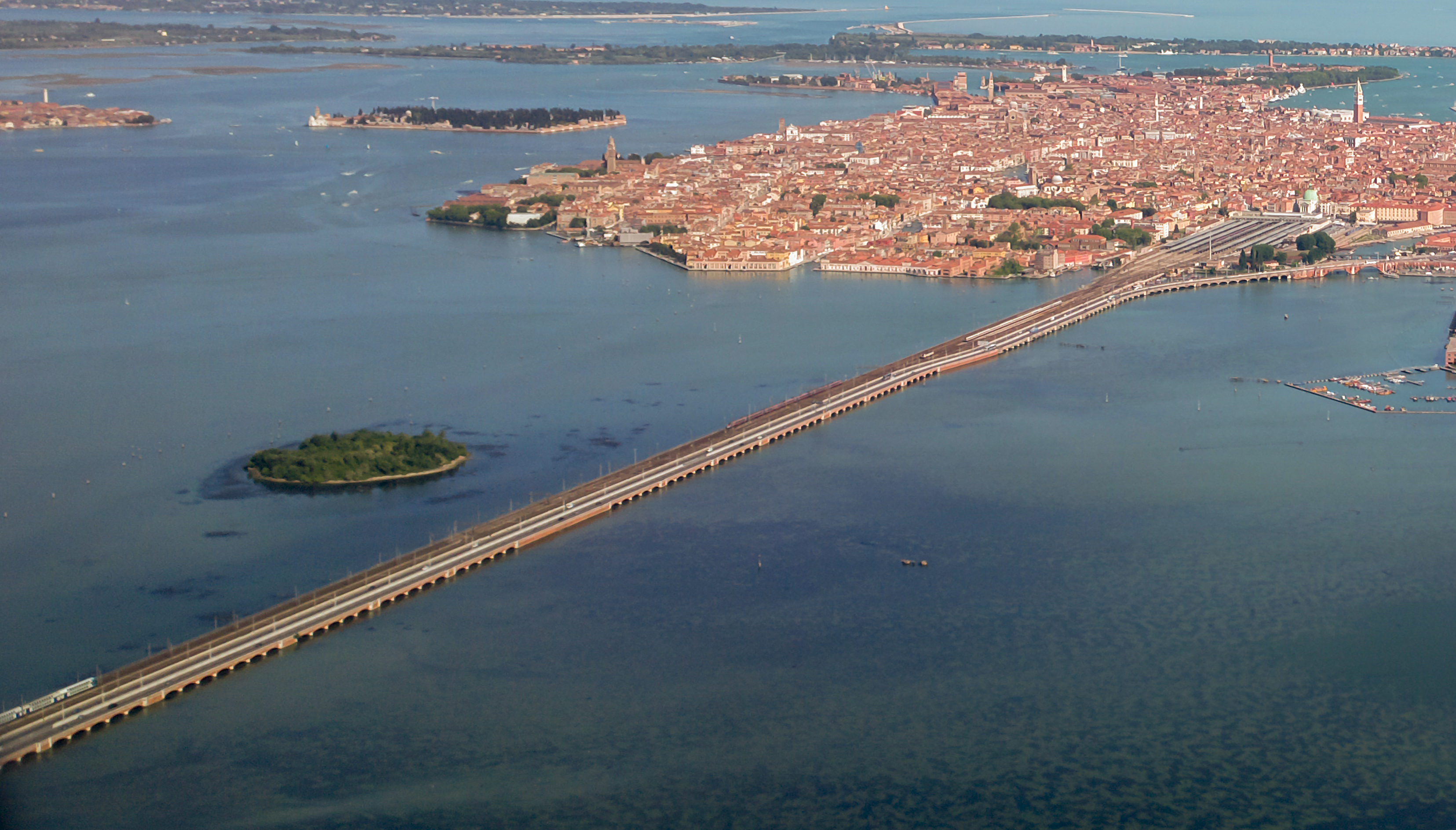
Міст Свободи, що з'єднує Венецію з материком
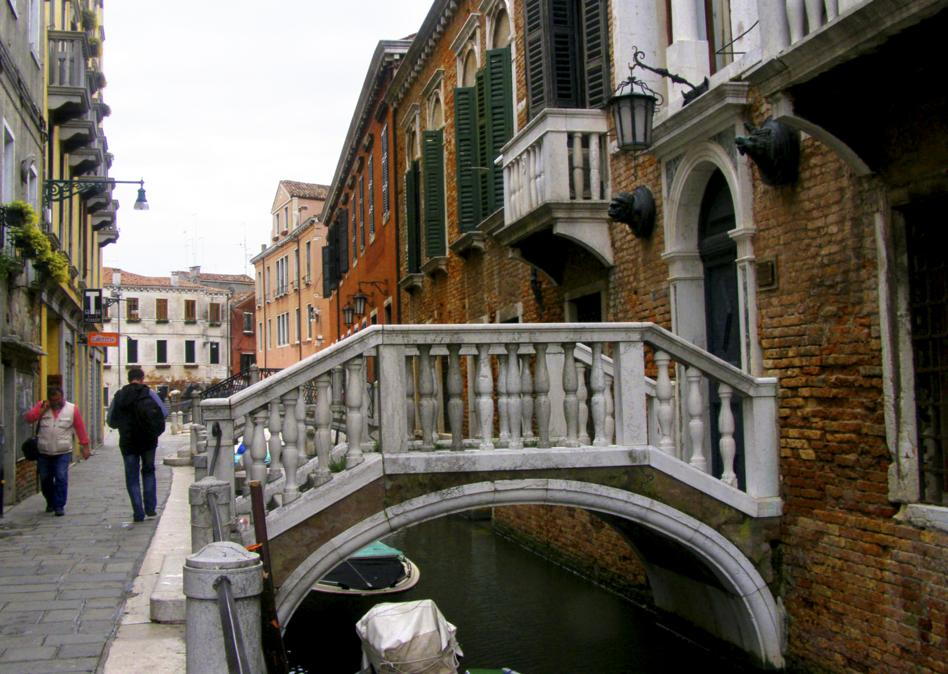
Приватний міст (фондамента ді Фронте, район Кастелло)
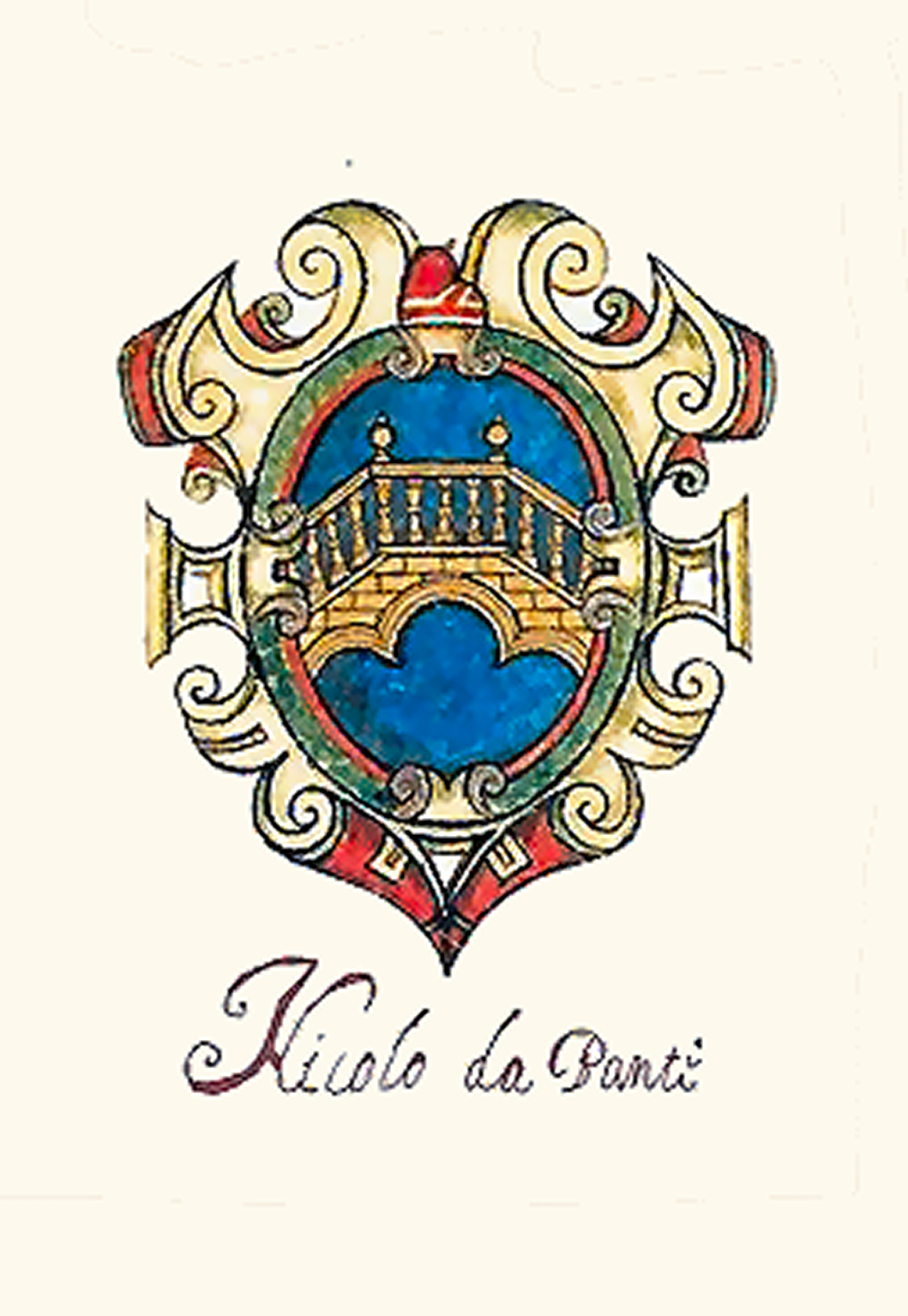
Герб дожа Ніколо да Понте із зображенням мосту.